# Claudio Burlando
Claudio Burlando, né le 27 avril 1954 à Gênes, est un homme politique italien, membre du Parti démocrate. Il est président de la région de Ligurie de 2005 à 2015.

## Biographie
Né dans une famille ouvrière et diplômé ingénieur en électronique, il travaille dans les années 1980 dans le secteur recherche et développement d'Elsag-Bailey, entreprise d'informatique. 
Il commence son activité politique dans les années 1970 au sein du Parti communiste italien, dont il est secrétaire de la section de Quezzi. Il est conseiller municipal de Gênes de 1981 à 1993, adjoint aux transports de 1983 à 1985, puis premier adjoint en 1990 et enfin brièvement maire de décembre 1992 à mai 1993.
En 1996, il est élu député sur une liste de L'Olivier, avant de rejoindre le gouvernement de Romano Prodi comme ministre des Transports et de la Navigation jusqu'en 1998.
Il est également le secrétaire de la fédération de Gênes du PCI entre 1989, année du tournant des communistes vers la social-démocratie, et 1990.
En avril 2005, il remporte les élections régionales en Ligurie, dont il devient président le 14 avril. Il est réélu en mars 2010.